# Copa Asobal 2005
La XVI edición de la Copa Allianz Asobal se celebró entre el 28 y el 29 de diciembre de 2005, en el pabellón Príncipe Felipe de Zaragoza.
En ella participaron el CAI BM. Aragón como equipo anfitrión y los tres primeros equipos de la Liga ASOBAL 2004-05, que fueron el Balonmano Ciudad Real, el Portland San Antonio y el Ademar León.
Este campeonato se jugó por concentración bajo la fórmula de eliminatoria a partido único (en semifinales y final), y el emparejamiento de los equipos para semifinales se estableció por sorteo puro.
El campeón adquirió el derecho a participar en la Copa EHF (plaza 2). En el caso de que este equipo consiguiera una clasificación europea de Liga de Campeones, Recopa o Copa EHF (plaza 1), este derecho pasaba al mejor clasificado del campeonato de Liga que no hubiera obtenido plaza en los torneos anteriormente citados.

## Eliminatorias
|  | Semifinales           | Semifinales           | Semifinales           |                       |                      | Final                | Final | Final |  |
|  |                       |                       |                       |                       |                      |                      |       |       |  |
|  |                       |                       |                       |                       |                      |                      |       |       |  |
|  | CAI BM. Aragón        | CAI BM. Aragón        | 23                    |                       |                      |                      |       |       |  |
|  | CAI BM. Aragón        | CAI BM. Aragón        | 23                    |                       |                      |                      |       |       |  |
|  | Portland San Antonio  | Portland San Antonio  | 31                    |                       |                      |                      |       |       |  |
|  | Portland San Antonio  | Portland San Antonio  | 31                    |                       | Portland San Antonio | Portland San Antonio | 23    |       |  |
|  |                       |                       |                       |                       | Portland San Antonio | Portland San Antonio | 23    |       |  |
|  |                       |                       | Balonmano Ciudad Real | Balonmano Ciudad Real | 31                   |                      |       |       |  |
|  | Ademar León           | Ademar León           | Balonmano Ciudad Real | Balonmano Ciudad Real | 31                   | 33                   |       |       |  |
|  | Ademar León           | Ademar León           |                       |                       |                      | 33                   |       |       |  |
|  | Balonmano Ciudad Real | Balonmano Ciudad Real | 35                    |                       |                      |                      |       |       |  |
|  | Balonmano Ciudad Real | Balonmano Ciudad Real | 35                    |                       |                      |                      |       |       |  |
|  |                       |                       |                       |                       |                      |                      |       |       |  |

| Castilla-La Mancha                       |
| Campeón Balonmano Ciudad Real 3.º título |